# Phraseologismus
Unter einem Phraseologismus, einem Phrasem oder einem Idiom versteht man in der Sprachwissenschaft eine zu einer festen Form verwachsene Wortfolge. Die Bedeutung eines solchen sprachlichen Fertigbausteins geht in der Regel über die rein wörtliche Bedeutung seiner einzelnen Bestandteile hinaus. Ein Phraseologismus kann daher nicht wortgetreu in andere Sprachen übersetzt werden.

„Gleichbedeutend mit Phrasem werden oft die Termini feste Wortverbindung und phraseologische Wortverbindung verwendet. Der Gegenbegriff dazu ist freie Wortverbindung-“

Zu der Kategorie der Phraseme gehören vor allem Redensarten und Sprichwörter. Die Teildisziplin der Linguistik, die sich mit Phrasemen befasst, heißt Phraseologie.
Parömiologie ist die spezielle Bezeichnung für Sprichwort-Forschung. Parömiologen untersuchen Sprichwörter sowohl unter linguistischen als auch unter volkskundlichen Gesichtspunkten. 
Das Kunstwort Phraseologismus ist von Sprachwissenschaftlern aus terminologischen Gründen aus den Wortformen altgriechisch φράσις phrásis („Ausdruck“), λόγος lógos („Wort“) und dem Suffix -ismus (-ισμός -ismos) in den 1980er Jahren gebildet worden. Phraseologismen sind und waren immer geschichtlicher Entwicklung unterworfen. Gegenwartssprachliche Phraseologismen sind leichter verständlich, wohingegen historische schwieriger zu erschließen sind. Die Teildisziplin der Phraseologie, die sich mit solchen historischen Phraseologismen befasst, nennt sich entsprechend historische Phraseologie.
Die Phraseologie ist in ihrer Gesamtheit eine weit erforschte Thematik, die seit den 1980er-Jahren zunehmend das Interesse von Sprachforschern weckt. Jedoch werden Wortverbindungen der Phraseologie nicht immer auf gleiche Weise definiert bzw. die Begrifflichkeiten nicht einheitlich verwendet.

## Merkmale
Die drei Hauptkriterien, die zur Beschreibung von Phraseologismen verwendet werden, sind
- Polylexikalität
- Festigkeit (Stabilität) und
- Idiomatizität[4]

Weitere (sekundäre) nennenswerte Eigenschaften eines Phraseologismus sind
- Bildlichkeit,
- Bildhaftigkeit,
- Lexikalität,
- Unschärfe und
- Expressivität (also etwa Ausdrucksstärke, Aussagekraft).

### Polylexikalität
Ein Phraseologismus muss aus mindestens zwei lexikalischen Einheiten bestehen. Eine Maximalgröße existiert nicht (gehen sie in ihrer Struktur allerdings über Satzlänge hinaus, gehören sie nicht mehr zum phraseologischen Bestand). In der Forschung ist man sich uneinig darüber, ob Phraseologismen Autosemantika (bedeutungstragende Wörter) beinhalten müssen, oder ob eine minimale feste Wortverbindung auch aus zwei Synsemantika (bedeutungslose oder -schwache Wörter) bestehen kann. Dieses Postulat, dass ein Phraseologismus aus mindestens zwei Komponenten bestehen muss, kann jedoch durch das Vorhandensein von sogenannten Einwortphraseologismen scheinbar in Frage gestellt sein: Ein „Haarspalter“ ist deshalb phraseologisch, da er „Haare spaltet“ und ohne diesen Phraseologismus nicht denkbar ist.

### Festigkeit
Die Festigkeit (oder Stabilität) kommt als formale, lexikalische und semantische Festigkeit vor.
- Unter formaler Festigkeit versteht man die Eigenschaft eines Phraseologismus, syntaktisch nicht umstellbar zu sein (z. B. „Hab und Gut“ versus „Gut und Hab“).
- Durch die lexikalische Festigkeit werden die einzelnen Komponenten als nicht austauschbar markiert (z. B. „wie Katz und Maus“ versus „wie Katz und Ratte“).
- Die semantische Festigkeit besagt, dass der phraseologische Ausdruck als ganzer die Bedeutung trägt, im Gegensatz zur freien Bedeutung, wo die einzelnen Komponenten Bedeutungsträger sind.

Zusätzlich lassen sich weitere Arten der Festigkeit ausmachen, welche die genannten erweitern:
- Die psycholinguistische Festigkeit, welche besagt, dass Phraseologismen wie andere Lexeme im mentalen Lexikon fest verfügbar sind und reproduziert werden können.
- Unter pragmatischer Festigkeit versteht man die Eigenschaft von Phraseologismen, an bestimmte Situationen (Routinen) gebunden zu sein.

Die Festigkeit ist ein relatives Kriterium, das heißt, dass Phraseologismen in unterschiedlichem Maß modifiziert werden können. Dies geschieht vor allem in der mündlichen Alltagssprache, in Medientexten (z. B. in der Werbesprache) und in literarischen Texten (einschließlich Liedtexten).

### Idiomatizität
Unter der Idiomatizität versteht man die semantische Umdeutung einzelner Komponenten oder des ganzen Phraseologismus. Die einzelnen Komponenten geben ihre freie Bedeutung zugunsten einer neuen Bedeutung auf. Die Idiomatizität ist ebenfalls ein relatives Merkmal, denn sie ist einerseits abhängig von Kontext und Vorwissen (vor allem wenn unikale Komponenten auftreten, also Wörter, die in der heutigen Sprache keine freie Bedeutung mehr haben, z. B. „Maulaffen feilhalten“, „jemanden ins Bockshorn jagen“), andererseits ist sie graduell stufbar. So existieren
- Voll-Idiome (Ausdruck als ganzer ist umgedeutet, z. B. „jemandem reinen Wein einschenken“)
- Teil-Idiome (nur einzelne Komponenten sind umgedeutet, andere bleiben in ihrer wörtlichen Bedeutung, z. B. „blinder Passagier“)
- Nicht-Idiome oder Kollokationen (die Komponenten werden nicht umgedeutet, z. B. „Zähne putzen“)

Der Germanist Harald Burger stellt fest, dass phraseologische Ausdrücke zwei gemeinsame Merkmale haben: Zum einen bestehen sie aus mehr als einem Wort und zum anderen handelt es sich um Kombinationen von Wörtern, die uns als Deutschsprechenden genau in dieser Kombination (eventuell mit Varianten) bekannt sind. Solche Ausdrücke, die diese beiden Eigenschaften besitzen, werden von Burger 'Phraseme' genannt. Dabei sei darauf hingewiesen, dass einige Linguisten den Begriff 'Phrasem' statt 'Phraseologismus' verwenden, wobei allerdings häufig das gleiche sprachliche Phänomen gemeint ist. Nach Werner Scholze-Stubenrecht handelt es sich bei Phraseologismen um eine „unscharfe Gruppe sprachlicher Erscheinungen“ (Scholze-Stubenrecht 2014: 285), die sich durch Uneinheitlichkeit in der Terminologie auszeichnen.
Die lexikalischen Bestandteile der Phraseme werden Komponenten genannt. Als Beispiele für Phraseologismen werden von Burger u. a. genannt: jmdm. einen Korb geben, an jmdm. einen Narren gefressen haben, sich die Haare raufen, blinder Passagier, hin und her und Guten Appetit. Der Ausdruck Guten Appetit kann insofern als Phraseologismus verstanden werden, als dass es sich um eine feste Höflichkeitsformel zur Einleitung einer gemeinsamen Mahlzeit handelt und nicht um eine willkürliche Zusammenstellung zweier Komponenten. Der Ausdruck wird demnach nicht als freie Wortverbindung verstanden.

## Weite und enge Auffassung von Phraseologismen
Es ist anzumerken, dass in der Linguistik eine Unterscheidung zwischen Phraseologie im weiteren Sinne und Phraseologie im engeren Sinne vorgenommen wird. Nach Burger bilden diejenigen Phraseme den Bereich der Phraseologie im weiteren Sinne, die die Eigenschaften Polylexikalität und Festigkeit besitzen. Unter Polylexikalität ist zu verstehen, dass ein Phrasem aus mehr als nur einem Wort besteht, also mehrere Komponenten aufweist. Es handelt sich also um Mehrworteinheiten, d. h. es sind mindestens zwei Komponenten nötig, um eine phraseologische Wortverbindung auszumachen. Festigkeit beschreibt die Eigenschaft, dass wir das Phrasem in genau dieser (oder in einer ähnlichen) Kombination von Wörtern kennen und es in der Sprachgemeinschaft in dieser Form gebräuchlich ist. Es wird also in seiner Form häufig wiederholt. Dies wird als zentrales Kriterium der Phraseologie verstanden. Busch/Stenschke definieren Phraseologismus ebenfalls als „eine Verbindung von zwei oder mehr Wörtern, die in der Sprachgemeinschaft ähnlich wie ein Lexem als feste Verbindung mit einer eigenen, festen Bedeutung verwendet wird“. Hierbei wird klar das Hauptaugenmerk auf die Festigkeit solcher Verbindungen gelegt. Phraseologismen zeichnen sich demnach durch ihre Lexikalität aus.
Phraseologie im engeren Sinne beschreibt hingegen Wortverbindungen, bei denen zu den beiden Eigenschaften Polylexikalität und Festigkeit noch eine dritte hinzukommt, und zwar die der Idiomatizität. Das bedeutet, dass die Komponenten eines Phrasems „eine durch die syntaktischen und semantischen Regularitäten der Verknüpfung nicht voll erklärbare Einheit bilden“. Demnach sind phraseologische Wortverbindungen im engeren Sinne Ausdrücke, deren Bedeutung nicht aus der Bedeutung der einzelnen Bestandteile hergeleitet werden kann, da diese Komponenten oft nicht wörtlich verstanden werden können. Zieht man die feste Wortverbindung Öl ins Feuer gießen als Beispiel heran, wird erkennbar, dass es nicht wirklich darum geht, Öl in Feuer zu gießen, sondern darum, einen Konflikt zu verschärfen. Die Gesamtbedeutung des Phrasems kann folglich nicht aus den einzelnen Bestandteilen erschlossen werden, da der Ausdruck eine übertragene Bedeutung aufweist. Phraseologische Ausdrücke haben insofern eine eigene, feste Bedeutung. Daher lernen wir diese sprachlichen Phänomene als zusammengehörige Einheiten, weil sie als feste Verbindungen verwendet werden und uns das Wissen über die Bedeutungen der einzelnen Bestandteile nicht die Bedeutung des gesamten Ausdrucks verstehen lässt.
Des Weiteren werden die morphologischen Eigenschaften der Phraseme von einigen Linguisten z. T. unterschiedlich charakterisiert. Lüger empfindet Phraseme als eine „sprachliche Ausdruckseinheit aus wenigstens zwei Wörtern, wobei mit dem Begriff ‚Wort‘ nur Lexeme mit eigenständiger Bedeutung (Autosemantika) […] gemeint sind“ (Lüger 1999: 6). Demnach seien Funktionswörter auszuschließen. Er betrachtet also Wortverbindungen wie auf Anhieb oder bis zum Hals nicht als Phraseme. Ausdrücke wie Rotes Kreuz oder Schwarzer Markt wären seiner Auffassung nach als Phraseme zu bewerten (vgl. Lüger 1999: 6). Nach Wolfgang Fleischer ist bei Phrasemen mindestens ein Inhaltswort zu erwarten, das „Basiselement“ (Fleischer 1997: 83). Das bedeutet, dass bei der phraseologischen Verbindung auf Anhieb das Wort Anhieb das Basiselement des Phrasems darstellt. Manche Linguisten verstehen nur ganze Sätze als Phrasem und verwenden für nicht satzwertige Wortverbindungen andere Begrifflichkeiten (vgl. Lothar Lemnitzer 1997: 89).
Zudem wird die Idiomatizität häufig als semantisches Kriterium der Phraseologie angeführt. Dabei wird unterschieden zwischen idiomatischen Verbindungen (auch Idiome genannt), teil-idiomatischen und nicht-idiomatischen Wortverbindungen. Unter nicht-idiomatischen Wortverbindungen werden von manchen Linguisten, darunter auch Burger (2015), Kollokationen verstanden. Ausdrücke wie etwas über Bord werfen und roter Faden sind als voll-idiomatisch zu bewerten, während blinder Passagier ein Teil-Idiom ist und Maßnahmen treffen und stolzer Vater als nicht-idiomatisch zu charakterisieren sind. Idiomatizität wird oft mit Nichtmotiviertheit gleichgesetzt, was bedeutet, dass Wortverbindungen wie etwas über Bord werfen nicht motiviert, also nicht verständlich und intransparent sind, wohingegen stolzer Vater durch die eindimensionale Lesart motiviert ist. Nicht-idiomatische Verbindungen sind demnach motiviert, da sie wörtlich verstanden werden können und ihre Bestandteile eine eigene Bedeutung haben, woraus sich die Gesamtbedeutung einer solchen Verbindung erkennen lässt.
Um Phraseologismen in ihrer Einheit klassifizieren zu können, muss zwischen Komponenten, die in freier Verwendung vorkommen, und denjenigen, die als unikale Komponenten nur im Phrasem existieren, differenziert werden. Unter unikalen Komponenten sind solche Bestandteile zu verstehen, die nur innerhalb des Phrasems vorkommen können, da sie außerhalb dieser festen Verbindung keine eigene lexikalische Bedeutung haben. Wörter wie Hehl, Pik und Maulaffen funktionieren nur innerhalb des Phrasems und dessen innerer semantischer Struktur, d. h. diese Wörter können kaum textlinguistische Funktionen erfüllen. Sie können nicht durch Synonyme oder durch Pronomina ersetzt werden und kommen außerhalb des Phrasems nicht im deutschen Wortschatz vor.
Phraseologismen weisen auch untereinander einige Unterschiede auf. Zum einen sind sie unterschiedlich lang, so hat Guten Appetit nur zwei Wörter, während Was du heute kannst besorgen, das verschiebe nicht auf morgen aus zehn Komponenten besteht. Weiterhin haben Phraseme verschiedene syntaktische Funktionen bzw. eine unterschiedliche innere Struktur. Sie können als ganzer Satz auftreten, wie in Gelegenheit macht Diebe, oder lediglich eine Nominalphrase bilden, wie das Rote Kreuz. Zudem variiert der Grad an Idiomatizität. Der Ausdruck Zähne putzen muss nicht erst interpretiert werden, um dessen Bedeutung zu verstehen, wohingegen Öl ins Feuer gießen nur in einer übertragenen Bedeutung Sinn ergeben kann. Die wörtliche Bedeutung ist im Gegensatz zur übertragenen aus den Bestandteilen eines Phrasems zu verstehen.

## Gliederung in Bezug auf die kommunikative Funktion
Burger nimmt eine Einteilung in die Kategorien 'referentiell', 'strukturell' und 'kommunikativ' vor. Referentielle Phraseme beziehen sich auf Objekte, Vorgänge oder Sachverhalte der Wirklichkeit, wie z. B. Schwarzes Brett oder jmdn. übers Ohr hauen, wohingegen strukturelle Wortverbindungen die Funktion erfüllen, syntaktische Relationen herzustellen, wie bei an Hand von oder wenn auch. Kommunikative Phraseme referieren auf die Herstellung, Definition oder den Vollzug bzw. die Beendigung kommunikativer Handlungen, z. B. Guten Morgen oder ich meine. Solche Phraseme werden manchmal Routineformeln genannt.

## Basisklassifikationen von Phraseologismen
Phraseologismen kann man nach Burger in Basisklassifikationen einteilen, und zwar anhand ihrer Zeichenfunktion, die sie in der Kommunikation haben.

### Referentielle Phraseologismen
Referentielle Phraseologismen beziehen sich auf Objekte, Vorgänge und Sachverhalte der Wirklichkeit. Wenn sie diese Objekte, Vorgänge oder Sachverhalte bezeichnen (semantisches Kriterium) und satzgliedwertig (syntaktisches Kriterium) sind, lassen sich solche Phraseologismen als „nominative Phraseologismen“ subklassifizieren.
Beispiele hierfür wären Schwarzes Gold (bezeichnet das Objekt Kohle), jemanden übers Ohr hauen (bezeichnet den Vorgang des Betrugs).
Nach dem graduell abgestuften Merkmal der Idiomatizität (Erklärbarkeit der Bedeutung ohne historisches Wissen) lassen sich wiederum drei Untergruppen der nominativen Phraseologismen einteilen, nämlich
- die nicht idiomatischen Kollokationen (Redewendungen, die ohne historisches Wissen erklärbar sind),
- die Teilidiome und
- die (vollidiomatischen) Idiome, also Redewendungen, die ohne historisches Wissen nicht mehr erklärbar sind (z. B. jemandem einen Bärendienst erweisen).

Wenn referentielle Phraseologismen Aussagen über Objekte, Vorgänge und Sachverhalte machen (semantisches Kriterium) und satzwertig (syntaktisches Kriterium) sind, können sie als „propositionale Phraseologismen“ subklassifiziert werden. Sind diese in einen Kontext eingebettet und nur durch diesen verständlich, bezeichnet man sie als „feste Phrasen“ (z. B. die Redensart Alles für die Katz!). Gibt es keinen Anschluss an einen Kontext, so bezeichnet man sie als topische Formeln. Dies sind beispielsweise Sprichwörter oder Gemeinplätze.
Die bessere Unterscheidung von Redensart und Redewendung soll die folgende Tabelle ermöglichen:
|              | Redensart | Redewendung |
| ------------ | --- | --- |
| Definition   | geläufige, feststehende sprachliche Wendung bildhafter Ausdruck, der in einen Satz eingebettet werden muss                                                                       | abwandelbare, nicht feststehende sprachliche Wendung bildhafter Ausdruck, bei dem Wörter eine feste Verbindung eingegangen sind                         |
| Besonderheit | unveränderlich keine Sätze, sondern prädikative Wortgruppen in Sammlungen stets in Infinitivform kann nicht alleine stehen in der Regel nicht mehr als zwei bis drei Satzglieder | variabel phraseologische Einheit feste Reihenfolge sowohl ursprüngliche als auch übertragene Bedeutung: „den Kopf schütteln“ = verneinen + sich wundern |
| Beispiele    | „Schwein haben“ „etwas ausgefressen haben“ | „Mach dir nichts draus!“ „Mir fehlen die Worte.“ |

### Strukturelle Phraseologismen
Strukturelle Phraseologismen sind Funktionswörter, die innerhalb einer Sprache grammatische Relationen herstellen. Beispiele sind entweder … oder, in Bezug auf oder  nicht nur … sondern auch.

### Kommunikative Phraseologismen
Kommunikative Phraseologismen sind feste Fügungen, die in sich wiederholenden Handlungen (Routinen) meist unbewusst verwendet werden.
Beispiele für situationsgebundene Routineformeln:
- Grußformel (Gesprochene Sprache): Wir sprechen uns wieder!
- Grußformel (Korrespondenz): Mit freundlichen Grüßen
- Begrüßungsformel: Grüß Gott
- Anrede: Euer Exzellenz
- Glückwunsch/Dank: mir fehlen die Worte
- Eingangsformel: Im Namen des Volkes

Beispiele für nicht situationsgebundene Routineformeln:
- Floskel: … sag ich mal …
- Anweisung: Rück endlich mit der Sprache raus!
- Slogan: Lasst Blumen sprechen.
- Eidesform: Ich schwöre im Namen …
- liturgische Formel: Der Herr sei mit Euch!
- magische Formel: Abrakadabra Simsalabim
- Fluch: Kruziwuzi
- Eigenname (onymische Phraseologismen): Der Ferne Osten

## Spezielle Klassen
- Geflügeltes Wort, zum Beispiel Die Sprache ist das Haus des Seins (Martin Heidegger)
- Zwillingsformeln, zum Beispiel Hab und Gut
- Phrasenschablone (Modellbildung), zum Beispiel Es ist zum … (Verrücktwerden, Aus-der-Haut-Fahren, Mäusemelken)
- Somatismus (Phraseologismus mit Bezeichnung von Körperteilen, -organen, -flüssigkeiten), zum Beispiel „jdm. unter die Arme greifen“, „das Herz auf der Zunge tragen“
- Symbolhafte Kalenderdaten, zum Beispiel 11. September für die Terroranschläge am 11. September 2001 in den USA oder September 1939 für den Beginn des Zweiten Weltkriegs.

## Funktion
Phraseologische Ausdrücke in Texten haben vor allem stilistische Funktionen. So haben sie generelle „‚höhere Expressivität‘ gegenüber nicht-phraseologischen Verbindungen, was stilistisch geeignet ist für das Hervorheben.“ Phraseologische Ausdrücke wirken deshalb viel stärker auf den Leser und intensivieren daher die Aussage des Autors.
Peter Kühn charakterisiert Phraseme als

„kompakte Zeichen, mit denen ein Sprecher/Schreiber referieren, prädizieren und/oder illokutive Handlungen durchführen oder modifizieren kann und gleichzeitig gegenüber den nicht-phraseologischen Entsprechungen ein Bündel weiterer evaluativer Handlungen, Einstellungen, Imagebezeugungen usw. ausdrücken kann. Phraseologismen sind als gewissermaßen pragmatisch besonders ‚geladen‘.“

Demnach verbergen sich also hinter Phraseologismen neben üblichen pragmatischen Funktionen noch weitere. Diese werden nach Sandig unter anderem in folgende eingeteilt:
1. Art der Selbstdarstellung
2. Adressatenberücksichtigung
3. Beziehungsgestaltung

Phraseme wurden in Deutschland in der Vergangenheit zum Beispiel als Zeichen für die Zugehörigkeit zum Bildungsbürgertum benutzt. Eine bestimmte gesellschaftliche Gruppe kann also spezielle Phraseologie benutzen, um deutlich zu machen, wo in der Gesellschaft sie steht oder selbst glaubt zu stehen. Die Phraseologismen dienen dann als Abgrenzung zu anderen gesellschaftlichen Gruppen.
Unter Adressatenberücksichtigung wird verstanden, sowohl den Leser des Textes zu unterhalten, als auch den Text für den Leser zu strukturieren. Phraseologismen können zu beidem beitragen. „Unterhaltsamkeit wird gefördert durch die Verwendung idiomatischer Phraseme und deren spielerische Modifizierungen in unterschiedlichen Kontexten und Intensitäten.“ Gerade die idiomatischen Phraseologismen tragen also dazu bei, den Text für den Leser interessanter zu machen. Strukturierende Funktion haben Phraseme, wenn sie an eine mit dem Hörer geteilte Wissensbasis anknüpfen. Die oftmals verschleiernde Wirkung bestimmter idiomatischer Phraseme wirkt zum Beispiel in dieser Art und Weise.

## Verwandte Themen
- Sprichwort: Je größer die Liebe, umso weniger die Sprache.
- Zitate: Wer fremde Sprachen nicht kennt, weiß nichts von seiner eigenen. (Goethe)
- Sentenzen: Die Axt im Haus erspart den Zimmermann. (Schiller)